# Соник в кино
«Со́ник в кино́» (англ. Sonic the Hedgehog) — американо-японский анимационно-игровой комедийно-приключенческий боевик кинорежиссёра Джеффа Фаулера, основанный на серии видеоигр Sonic the Hedgehog, созданной компанией Sega и её подразделением Sonic Team. Сценарий фильма написали Патрик Кейси и Джош Миллер. Главные роли в фильме исполняют Бен Шварц, Джеймс Марсден и Джим Керри.
Фильм вышел в прокат 14 февраля 2020 года. Фильм получил смешанные отзывы от критиков. Они хвалили актёрский состав (особенно Керри), дизайн Соника, визуальную составляющую и степень приближённости к исходному материалу, но критиковали сюжет и предполагаемое отсутствие оригинальности.

## Сюжет
Соник — внеземной синий антропоморфный ёж с весёлым и отвязным характером, способный бегать со сверхзвуковой скоростью и содержащий в себе колоссальный источник энергии. В детстве он жил на другой планете, где его опекун, сова по имени Длинный Коготь (Longclaw), напутствовала его скрывать свои силы, но Соник её не слушался. В результате на них нападает племя ехидн, желающее захватить Соника из-за его суперспособностей. Длинный Коготь хватает Соника и улетает вместе с ним, но её ранят выстрелом. Чтобы защитить Соника, она даёт ему мешочек с необычными кольцами для гиперпространственных путешествий, чтобы отправить Соника на другую планету (которой является наша Земля), пока она задерживает ехидн. Перед этим она даёт ему очередное напутствие: если на Земле его снова раскроют, то он должен будет отправиться оттуда на другую планету, на которой нет ничего, кроме гигантских грибов.
Проходит десять лет. Соник скрывается на Земле в окрестностях небольшого городка Грин-Хиллз, штат Монтана. Он наблюдает за жизнью горожан и особенно обожает местного шерифа Тома Ваковски (которого Соник называет Сэр Пончик) и его жену-ветеринара Мэдди. Недавно Том был нанят полицейским управлением Сан-Франциско и готовится к переезду. Хотя Соник сохраняет оптимизм и радуется жизни, ему одиноко и он мечтает о настоящих друзьях. Однажды ночью он играет сам с собой в бейсбол и, осознав своё одиночество, огорчается и принимается бегать по полю на огромной скорости. От переизбытка эмоций из Соника вырывается мощный заряд энергии, породивший электромагнитный импульс, который пронёсся по тихоокеанскому северо-западу США и вывел из строя всю электросистему в этом регионе. Озадаченное министерство обороны США нанимает одиозного роботехника и научного гения доктора «Эггмана» Роботника для выяснения причины сбоя. Роботник обнаруживает следы неведомого науке существа и начинает охоту на него. Поняв, что его раскрыли и на Земле стало небезопасно, Соник сбегает из своей пещеры и прячется в гараже Тома Ваковски, чтобы там использовать кольцо и переместиться на планету грибов. Соник очень не хочет этого делать, поскольку ему нравится Земля, в то время как на планете грибов его ждёт лишь беспросветное одиночество и смертельная тоска, но другого выбора у него нет. Однако Том обнаруживает Соника в своём гараже и, испугавшись, стреляет в него дротиком с транквилизатором, в результате чего Соник случайно открывает портал над Сан-Франциско и роняет в него свой мешочек с кольцами, который падает на крышу небоскрёба «Трансамерика». Тем временем Роботник идёт по следам Соника, которые ведут к дому Тома. Когда Соник приходит в себя, Том неохотно соглашается помочь Сонику сбежать от Роботника и вернуть кольца. Роботник вторгается в дом Тома, находит там одну из игл Соника и начинает угрожать Тому, требуя всё ему рассказать. После небольшой битвы с ним Соник и Том убегают и отправляются в Сан-Франциско за кольцами. Роботник объявляет Тома внутренним террористом и за информацию о его местонахождении назначается вознаграждение.
Роботник продолжает преследовать Тома и Соника на протяжении всего их пути в Сан-Франциско, но они несколько раз дают ему отпор и избегают поимки. Между тем Роботник постепенно теряет здравомыслие, поскольку его охота за Соником становится всё навязчивее. По дороге Том узнаёт, что главная мечта Соника — завести настоящего друга. В какой-то момент Соник называет Тома своим лучшим другом, однако Том отказывается от этого титула. В свою очередь Соник узнаёт о намерении Тома покинуть Грин-Хиллз и переехать в Сан-Франциско и не одобряет его, утверждая, что он покидает своих настоящих друзей. После одной из битв с роботами, подосланными Роботником, Соника ранит взрывом незадолго до того, как они приезжают в Сан-Франциско, где Том встречается с Мэдди. Мэдди помогает привести Соника в чувство, и они втроём отправляются на крышу небоскрёба «Трансамерика», куда и упал мешочек с кольцами Соника. Вернув свои кольца, Соник с грустью прощается с Томом и готовится к перемещению на планету грибов. Однако эти планы тут же срываются доктором Роботником, который со своими роботами нападает на друзей, используя свой новый боевой летательный аппарат, питающийся энергией от иглы Соника и способный развивать его скорость. Соник с помощью кольца переправляет Тома и Мэдди назад в Грин-Хиллз, прежде чем вступить в бой с Эггманом. Используя энергию иглы Соника, Роботник сам достигает сверхзвуковой скорости и преследует Соника по всей планете.
Погоня Роботника за Соником в конце концов заканчивается в Грин-Хиллз, где Роботник временно побеждает Соника. Изнурённый и брошенный мощной взрывной волной на асфальт, Соник лежит без чувств, и все думают, что он погиб. Роботник торжествует и собирается забрать тело Соника для опытов. Оплакивая Соника, Том называет его своим другом. Услышав это, Соник восстанавливает свою силу и «оживает». Встав на ноги, он забирает назад свою энергию, используемую Роботником. В этот момент Соник понимает, что свою силу надо использовать не для бегства, а для защиты себя и своих друзей. Соник решает не сбегать на планету грибов, а вместо этого сразиться с Роботником и изгнать с Земли его самого. Вступив в решающий бой с Роботником, с помощью Тома и колец Соник отправляет его на грибную планету. После победы над Роботником Том и Мэдди решают остаться в Грин-Хиллз и позволяют Сонику жить с ними в их доме. Американское правительство стирает все свидетельства инцидента, включая записи о существовании Роботника. Однако безумный Роботник, выживший после телепортации, готовится вернуться на Землю и отомстить.
В сцене между титрами на одном из холмов рядом с Грин-Хиллз возникает кольцевой портал — как тот, через который Соник попал на Землю, — и из него выходит антропоморфный двухвостый лисёнок и отправляется в Грин-Хиллз кого-то искать.

## В ролях
- Бен Шварц — Соник[10], синий человекоподобный ёж со своевольным нравом, способный бегать на сверхзвуковой скорости, а в самые опасные моменты многократно ускорять своё восприятие времени.
  - Бенджамин Валич — Соник в детстве.
- Джим Керри — Доктор Айво Роботник[11] — безумный учёный и изобретатель, враг Соника; охотится на Соника из-за его сверхскоростных способностей ради получения мирового господства.
- Джеймс Марсден — Том Ваковски[12] (англ. Tom Wachowski), шериф городка Грин-Хиллз, недавно получивший должность офицера полицейского департамента Сан-Франциско и готовящийся к переезду. Друг Соника, помогает ему противостоять Роботнику.
- Тика Самптер — Мэдди Ваковски (англ. Maddie Wachowski), жена Тома, которая помогает ему и Сонику убегать от Роботника[13].
- Ли Мэдждауб — Стоун (англ. Stone), продажный правительственный агент, сообщник Роботника[14].
- Адам Палли — Уэйд Уиппл (англ. Wade Whipple), сотрудник полиции Грин-Хиллз и друг Тома[15].
- Нил Макдонаф — майор Беннингтон (англ. Major Bennington)[15]
- Фрэнк Чарлз Тёрнер — Безумный Карл (англ. Crazy Carl)[16].
- Наташа Ротуэлл — Рэйчел (англ. Rachel), сестра Мэдди[17].
- Элфина Люк — министр национальной безопасности (англ. Secretary of Homeland Security)[18].
- Шеннон Чан-Кент — официантка раундхауса (англ. Roundhouse Waitress).
- Мелоди Ниманн — Джоджо (англ. Jojo), дочь Рэйчел[19].

Кроме того, Коллин Виллард, нынешний голос Тейлза в серии видеоигр, повторяет свою роль в сцене между титрами. Гарри Чок, ранее озвучивавший Граундера и Роботника в Adventures of Sonic the Hedgehog и Sonic Underground соответственно, появляется в роли начальника штаба ВМФ. Донна Джей Фалкс озвучивает Длинный Коготь, сову и опекуна Соника.

## Работа над картиной
Идея экранизировать фильм про ежа Соника возникла в августе 1994 года, когда компания Sega подписала контракт с Metro-Goldwyn-Mayer и Trilogy Entertainment на съёмки фильм с совмещением живых актёров и анимации. В мае 1995 года сценарист Ричард Джеффрис передал Sega для ознакомления сценарий под названием «Sonic the Hedgehog: Wonders of the World». По сюжету Соник и Доктор Эггман из игры Sonic X-treme сбегают в реальный мир, и Соник объединяется с мальчиком по имени Джош, чтобы остановить Эггмана. Однако сделка Sega и MGM провалилась, а работа над картиной была отменена. Тогда Джеффрис прислал сценарий студии DreamWorks Animation, но ему отказали.
В 2013 году кинокомпания Sony Pictures Entertainment приобрела права, а позже передала продюсирование будущей картины студии Marza Animation Planet, ранее создававшей кат-сцены к играм про Соника, и Нилу Морицу. В феврале 2016 года генеральный директор Sega Хадзимэ Сатоми сообщил, что фильм про Соника выйдет в 2018 году. В октябре Тим Миллер занял должность исполнительного продюсера, а Джефф Фаулер был назначен режиссёром кинокартины. В октябре 2017 года Sony продала права компании Paramount Pictures.
Сценаристами проекта были назначены Патрик Кейси и Джош Миллер. Главные роли достались Джеймсу Марсдену (полицейский Том Ваковски) и Джиму Керри (Эггман), на озвучивание Соника был приглашён Бен Шварц. Также в состав актёров вошли Тика Самптер, Адам Палли и Нил Макдонаф.

## Музыка
В феврале 2019 года Том Холкенборг, который ранее работал с исполнительным продюсером Тимом Миллером над «Дэдпулом», подписал контракт на написание музыки для фильма. Антонио Ди Иорио, один из помощников композиторов Холкенборга, также внёс музыку для большинства синглов, услышанных в альбоме саундтрека. Он был выпущен вместе с фильмом 14 февраля 2020 года в цифровом и физическом форматах. Песня Риффа Раффа, сыгравшего в фильме, но в конечном итоге вырезанного, также была в саундтреке. Оригинальные песни под названием «Speed Me Up» Уиза Халифа, Ty Dolla $ ign, Lil Yachty и Sueco the Child также появляется в саундтреке фильма; сингл был публично выпущен 24 января на Atlantic Records. Песня «Friends» от Hyper Potions, которая ранее являлась начальной темой игры Sonic Mania, также появляется в фильме вместе с аранжировками треков из партитуры Масато Накамура для оригинальной Sonic the Hedgehog.

## Выход
Первоначально выход фильма был намечен на 2018 год студией Sony Pictures, но после продажи прав произошли изменения, и фильм был запланирован к выпуску в Соединённых Штатах 8 ноября 2019 года компанией Paramount Pictures. Позже Paramount Pictures снова отложили выпуск фильма из-за многочисленных жалоб на внешность Соника со стороны фанатов после выхода первой версии трейлера (см. ниже). Первый показ фильма состоялся 25 января 2020 года в кинотеатре Paramount Theatre (Лос-Анджелес), а мировая премьера состоялась 14 февраля 2020 года. Премьера в России была назначена на 20 февраля 2020 года, хотя российские кинотеатры начали показы с 13 февраля 2020 года.
В мае/июне 2020 года фильм был выпущен на Blu-ray и DVD ND Play.

### Реакция на образ Соника
После выхода первого трейлера большинство фанатов Соника оказались недовольны его образом: больше всего критике подвергались лицо и пропорции. 2 мая режиссёр фильма, Джефф Фаулер, заявил в своем Twitter-аккаунте, что замечания были услышаны и дизайн Соника подвергнется изменениям, что и случилось. 13 ноября 2019 года в сети появился второй трейлер, с изменённым дизайном Соника, множеством новых сцен и обновлённым музыкальным сопровождением. Смена дизайна Соника обошлась кинокомпании Paramount Pictures в 5 миллионов долларов. Второй трейлер фанаты приняли тепло, говоря, что этот Соник гораздо лучше представленного в первом трейлере образа. Однако позже некоторые критики подвергли сомнению изменение внешности Соника, предположив, что это всего лишь дальновидный маркетинговый ход, призванный привлечь внимание к будущей премьере. По их мнению, сам Соник изначально был в фильме таким же, как во втором трейлере, а первый трейлер был запущен в сеть только для шумихи.
В качестве пасхалки в фильме «Чип и Дейл спешат на помощь» появляется персонаж «уродливый Соник», которого озвучил Тим Робинсон.

## Приём

### Кассовые сборы
На 3 декабря 2020 года «Соник в кино» собрал 146 миллионов долларов в Соединенных Штатах и Канаде, и 175 миллиона долларов на других территориях на общую сумму в 321 миллионов долларов.
В Соединенных Штатах и Канаде фильм был выпущен одновременно с фильмами «Остров фантазий», «Фотография» и «Под откос», и первоначально планировалось, что фильм соберёт 40-50 миллионов долларов из 4130 кинотеатров в течение четырёх дней. После получения 21 миллиона долларов в первый день (включая 3 миллиона долларов из предварительных выпусков в четверг), сборы были увеличены до 64 миллионов долларов. Фильм дебютировал до 57 миллионов долларов (и, по оценкам, за четыре дня собрал 68 миллионов долларов), побив рекорд «Детектива Пикачу» по самым большим вступительным выходным у фильмов на основе видеоигр.

### Критика и отзывы
На Rotten Tomatoes фильм получил 64 % свежести на основе 208 рецензий, со средним рейтингом 5,8/10. Рецензия сайта гласит: «Достаточно быстроходный и часто весёлый, „Соник в кино“ — это приключение, вдохновлённое видеоиграми, которым можно наслаждаться всей семьёй, — и прекрасное оправдание для Джима Керри задействовать безумную энергию, которая положила начало его карьере». На Metacritic, фильм имеет средневзвешенную оценку 47 баллов из 100, основанных на 42 рецензиях, указывая на «смешанные или средние отзывы». Аудитории CinemaScore, дали фильму среднюю оценку «A» по шкале от A+ до F, и PostTrak сообщили, что фильм получил в среднем четыре звезды из пяти, при этом 70 % людей определённо рекомендуют данный фильм.

## Сиквелы
Во время интервью с Джимом Керри по поводу фильма, последний заявил, что расширение характера доктора Роботника может привести к потенциальному продолжению в виде отдельного фильма про него. В марте 2020 года Марсден подтвердил, что он подписал контракт на участие в нескольких продолжениях. В мае того же года сиквел был запущен в разработку c участием того же состава сценаристов и режиссёра.
В апреле 2020 года Марсден выразил интерес к продолжению с участием Тейлза и дополнительных персонажей из игр, а Фаулер выразил заинтересованность в том, чтобы показать дружбу Соника и Тейлза из игр, а также дальнейшее развитие доктора Роботника. Позже в том же месяце Шварц сказал, что он считает, что отсутствие анонса сиквела имеет смысл из-за пандемии COVID-19. Соавтор сценария Пэт Кейси сказал, что велись разговоры о сиквеле с большим количеством элементов из игр, но они ещё не утверждены. Он проявил интерес к общей вселенной с персонажами Sega и Nintendo, но посчитал это маловероятным.
О продолжении было объявлено 28 мая 2020 года, когда Фаулер вернулся в качестве режиссёра, а Кейси и Миллер вернулись в качестве сценаристов. Также было подтверждено, что Тим Миллер, Хадзиме Сатоми и Харуки Сатоми также вернутся в качестве исполнительных продюсеров, а Нил Х. Мортис, Тоби Ашер и Тору Накахара в качестве продюсеров. Релиз сиквела запланирован на 8 апреля 2022 года. Производство сиквела началось в марте 2021 года, а съемки проходили с марта по июнь под рабочим названием «Изумрудный Холм» (англ. Emerald Hill).
8 декабря 2020 года было подтверждено, что художник «Звёздного пути: Нижней палубы», «Рик и Морти» и «Утиных историй» Тайсон Хесс вернётся для продолжения. Художник-раскадровщик Филл Марк написал в Твиттере, что он на прошлой неделе завершил работу над вторым сезоном «Нижней палубы», после чего присоединился работать в сюжетной команде «Соника в кино 2» с Джеффом Фаулером и Тайсоном Хессом из Blur Studio. А также заявил, что его прямая трансляция выйдет в 2022 году. Немного позже Марк удалил свой пост из Твиттера, но его сообщение из Инстаграма осталось нетронутым.
22 декабря 2020 года стало известно, что персонаж ехидна Наклз появится в сиквеле вместе с новым персонажем по имени «Рэндалл». В феврале 2021 года студия рассматривала на роль Наклза Джейсона Момоа, однако в конечном итоге отдала её Идрису Эльбе.
15 февраля 2022 года Paramount объявили о том, что в разработке находятся третий фильм и спин-офф-сериал с участием ехидны Наклза. Третий фильм выйдет в прокат США 20 декабря 2024 года. Премьера сериала состоялась 26 апреля 2024 года на Paramount+.